# Sofroniusz (Ariefjew)
Sofroniusz, imię świeckie Iwan Aleksiejewicz Ariefjew, Иван Алексеевич Арефьев (ur. 7 marca?/19 marca 1879 w ujeździe szadryńskim, zm. 23 grudnia 1937 w Krasnodarze) – rosyjski biskup prawosławny.

## Życiorys
Był synem cerkiewnego psalmisty. W 1899 ukończył seminarium duchowne w Permie, zaś cztery lata później – Moskiewską Akademię Duchowną z tytułem kandydata nauk teologicznych. Został zatrudniony w seminarium duchownym w Irkucku jako pomocnik inspektora, zaś od 1905 także wykładowca. W 1912 przyjął święcenia kapłańskie, jako mężczyzna żonaty, i został inspektorem seminarium w Irkucku. W 1914 awansował na stanowisko jego rektora i otrzymał godność protoprezbitera. W tym samym roku zmarła jego żona.
W 1915 złożył wieczyste śluby mnisze, przyjmując imię Sofroniusz, i otrzymał godność archimandryty. Od 1915 do 1919 działał w Chinach w ramach rosyjskiej misji prawosławnej. 10 czerwca 1919 miała miejsce jego chirotonia na biskupa siemirieczeńskiego i wiernieńskiego, po której powierzono mu tymczasowy zarząd eparchii jakuckiej. Od 1920 był na stałe biskupem jakuckim i wilujskim. Od 1922 zarządzał ponadto nowonikołajewskim wikariatem eparchii omskiej.
W 1922 ogłosił swój akces do ruchu Żywej Cerkwi i został w jej ramach ogłoszony biskupem nowonikołajewskim. Razem z biskupem Gabrielem (Wojewodinem) dokonał następnie czterech chirotonii biskupich na potrzeby Żywej Cerkwi, wyświęcając żonatych kapłanów: Pietra Blinowa na biskupa tomskiego i syberyjskiego, Aleksandra Ardientowa na biskupa nowonikołajewskiego, Joanna Zawadowskiego na biskupa barnaułskiego oraz Nikołaja Cziżowa na biskupa irkuckiego. W 1922 został zatrzymany w Nowonikołajewsku i skazany na dwa lata więzienia w łagrze w dawnym Monasterze Sołowieckim. Po odbyciu kary złożył przed patriarchą Tichonem akt pokutny i został ponownie przyjęty w skład episkopatu Rosyjskiego Kościoła Prawosławnego. Od 1924 do 1927 jako locum tenens kierował eparchią archangielską. Następnie od 1927 do 1932 był biskupem (od 1929 arcybiskupem) wielkoustiuskim. Od 1932 do 1933 z tytułem biskupa irbickiego tymczasowo zarządzał eparchią swierdłowską. Od 1933 do 1934 był arcybiskupem ufijskim, następnie od marca do maja 1934 – biskupem ołonieckim (de facto nigdy nie wyjechał do Ołońca). Od maja do czerwca 1934 kierował eparchią swierdłowską, następnie do lutego 1936 był biskupem iżewskim, następnie krasnodarskim.
Aresztowany w czerwcu 1937, w grudniu tego samego roku wyrokiem trójki NKWD został skazany na śmierć przez rozstrzelanie i stracony 23 grudnia 1937 w Krasnodarze. W 1989 został całkowicie zrehabilitowany.